# One Tree Hill
One Tree Hill (bra: Lances da Vida) é uma série de televisão criada por Mark Schwahn, exibida entre 23 de setembro de 2003 e 04 de abril de 2012, inicialmente transmitida pela The WB. O canal continuou exibindo o seriado até 3 de maio de 2006, quando foi anunciado que este se juntaria com a UPN e formaria o canal The CW, que transmitiu a série da quarta à nona e última temporada.
A série foi filmada em Wilmington, Carolina do Norte, desde a primeira temporada. As locações externas foram gravadas em lugares comuns da cidade, como praças, quadras e ruas. As locações internas também foram gravadas por lá, em estúdios. O episódio piloto foi ao ar em 23 de setembro de 2003 nos Estados Unidos. Nove temporadas foram ao ar, compostas entre 18 e 24 episódios cada. A nona e última temporada foi anunciada em agosto de 2011, com as gravações iniciadas em setembro e finalizadas em novembro. Diferente das outras, a última temporada é conclusiva, com 13 episódios encomendados e transmitidos em sequência, sem a inteferência de hiatos, ato frequente na televisão americana. A série teve um elenco regular que consistiu em cinco membros originais entre a primeira e a sexta temporada. Com a saída de Chad Michael Murray e Hilarie Burton, integraram o elenco: Austin Nichols, Robert Buckley, Shantel VanSanten e Jana Kramer. Apesar de  muito comentada, a série registrou a maior audiência média de apenas 12.3 milhões de telespectadores em sua terceira temporada, índice alto para canais de TV a cabo. Mesmo sem grande audiência e sem prêmios notáveis, a série se manteve por 9 anos na TV americana, com público fiel, e em sua grande maioria, jovem. No fim de sua última temporada, One Tree Hill foi finalizada com um total de 187 episódios.
A série ainda é a 4.ª mais duradoura da CW, perdendo apenas para Supernatural, 7th Heaven e Smallville, respectivamente.

## Enredo
A história gira em torno de Lucas Scott (Chad Michael Murray), um jovem de 16 anos que sonha em ser jogador de basquete. Vive com a mãe, Karen Roe (Moira Kelly), e é meio-irmão de Nathan Scott (James Lafferty). Seu pai, Dan (Paul Johansson), nunca o aceitou como filho, deixando-o sob criação total da mãe. Ao ser convidado para se juntar aos Ravens, time de basquete da Tree Hill High,  escola onde estuda, Lucas tem de lidar com a pressão do pai e o temperamento forte do irmão Nathan. Além disso, ele se apaixona por Peyton Sawyer (Hilarie Burton), namorada do irmão e cheerleader do time. Para piorar, Brooke Davis (Sophia Bush), melhor amiga de Peyton, se apaixona pelo jovem.
Nathan usa Haley (Bethany Joy Galeotti), melhor amiga de Lucas, como alvo para atingir o garoto. Porém, seus planos dão errado, e ele acaba se apaixonando pela moça. Lutando pela aceitação do pai e enfrentando brigas com o irmão, Lucas tem de equilibrar sua vida emocional com o basquete.
Ao longo das temporadas, One Tree Hill ganha alguns saltos no tempo e muda seu foco. A série deixa de ser considerada teen na quinta temporada, quando a temática sobre o basquete e problemas adolescentes diminuem. A medida que os personagens crescem e o tempo passa, a storyline baseia-se em problemas adultos: Emprego, gravidez e relacionamentos frustrados, além de explorar temas polêmicos sobre anorexia, abandono, adoção, drogas e bebida.

## Elenco e Personagens
| Ator                | Personagem         | Temporada  | Temporada  | Temporada  | Temporada          | Temporada          | Temporada          | Temporada  | Temporada          | Temporada          |
| Ator                | Personagem         | 1          | 2          | 3          | 4                  | 5                  | 6                  | 7          | 8                  | 9                  |
| ------------------- | ------------------ | ---------- | ---------- | ---------- | ------------------ | ------------------ | ------------------ | ---------- | ------------------ | ------------------ |
| Chad Michael Murray | Lucas Scott        | Principal  | Principal  | Principal  | Principal          | Principal          | Principal          |            |                    | Convidado especial |
| James Lafferty      | Nathan Scott       | Principal  | Principal  | Principal  | Principal          | Principal          | Principal          | Principal  | Principal          | Principal          |
| Hilarie Burton      | Peyton Sawyer      | Principal  | Principal  | Principal  | Principal          | Principal          | Principal          |            |                    |                    |
| Bethany Joy Lenz    | Haley James Scott  | Principal  | Principal  | Principal  | Principal          | Principal          | Principal          | Principal  | Principal          | Principal          |
| Paul Johansson      | Dan Scott          | Principal  | Principal  | Principal  | Principal          | Principal          | Principal          | Principal  | Convidado especial | Principal          |
| Sophia Bush         | Brooke Davis       | Principal  | Principal  | Principal  | Principal          | Principal          | Principal          | Principal  | Principal          | Principal          |
| Barry Corbin        | Whitey Durham      | Principal  | Principal  | Principal  | Principal          | Convidado especial | Convidado especial |            |                    |                    |
| Craig Sheffer       | Keith Scott        | Principal  | Principal  | Principal  | Convidado especial |                    |                    |            |                    | Convidado especial |
| Moira Kelly         | Karen Roe          | Principal  | Principal  | Principal  | Principal          | Convidado especial | Convidado especial |            |                    |                    |
| Barbara Alyn Woods  | Deb Scott          | Principal  | Principal  | Principal  | Principal          | Recorrente         | Principal          |            |                    | Convidado especial |
| Lee Norris          | Mouth McFadden     | Recorrente | Recorrente | Principal  | Principal          | Principal          | Principal          | Principal  | Principal          | Principal          |
| Antwon Tanner       | Skills Taylor      | Recorrente | Recorrente | Recorrente | Principal          | Principal          | Principal          | Principal  | Recorrente         | Recorrente         |
| Tyler Hilton        | Chris Keller       |            | Recorrente | Recorrente | Participação       |                    |                    |            |                    | Principal          |
| Danneel Harris      | Rachel Gatina      |            |            | Recorrente | Principal          | Participação       |                    | Recorrente |                    |                    |
| Stephen Colletti    | Chase Adams        |            |            |            | Recorrente         | Participação       | Recorrente         | Recorrente | Principal          | Principal          |
| Jackson Brundage    | Jamie Lucas Scott  |            |            |            |                    | Principal          | Principal          | Principal  | Principal          | Principal          |
| Lisa Goldstein      | Millicent Huxtable |            |            |            |                    | Recorrente         | Principal          | Principal  | Principal          | Principal          |
| Austin Nichols      | Julian Baker       |            |            |            |                    |                    | Recorrente         | Principal  | Principal          | Principal          |
| Robert Buckley      | Clay Evans         |            |            |            |                    |                    |                    | Principal  | Principal          | Principal          |
| Shantel VanSanten   | Quinn James        |            |            |            |                    |                    |                    | Principal  | Principal          | Principal          |
| Jana Kramer         | Alex Dupre         |            |            |            |                    |                    |                    | Principal  | Principal          | Participação       |

### Personagens

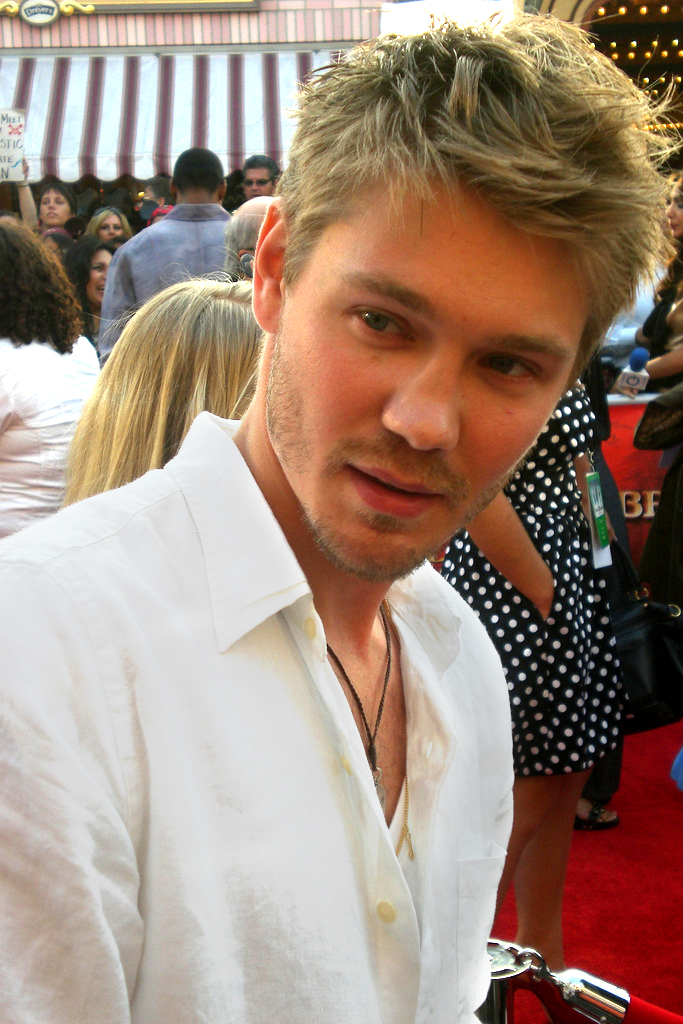
Chad Michael Murray no papel de Lucas Scott

- Lucas Eugene Scott (Interpretado por Chad Michael Murray): Lucas é um jovem jogador de basquete que mora com a mãe, Karen Roe. É melhor amigo de Haley James, e os dois se conhecem desde a infância. Sempre teve uma queda por Peyton Sawyer, uma das garotas mais populares da escola, mas nunca falou nada sobre isso, pois, ela namora Nathan Scott, seu meio-irmão que mora com o pai, Dan Scott. Vive um triângulo amoroso com Peyton e Brooke Davis.

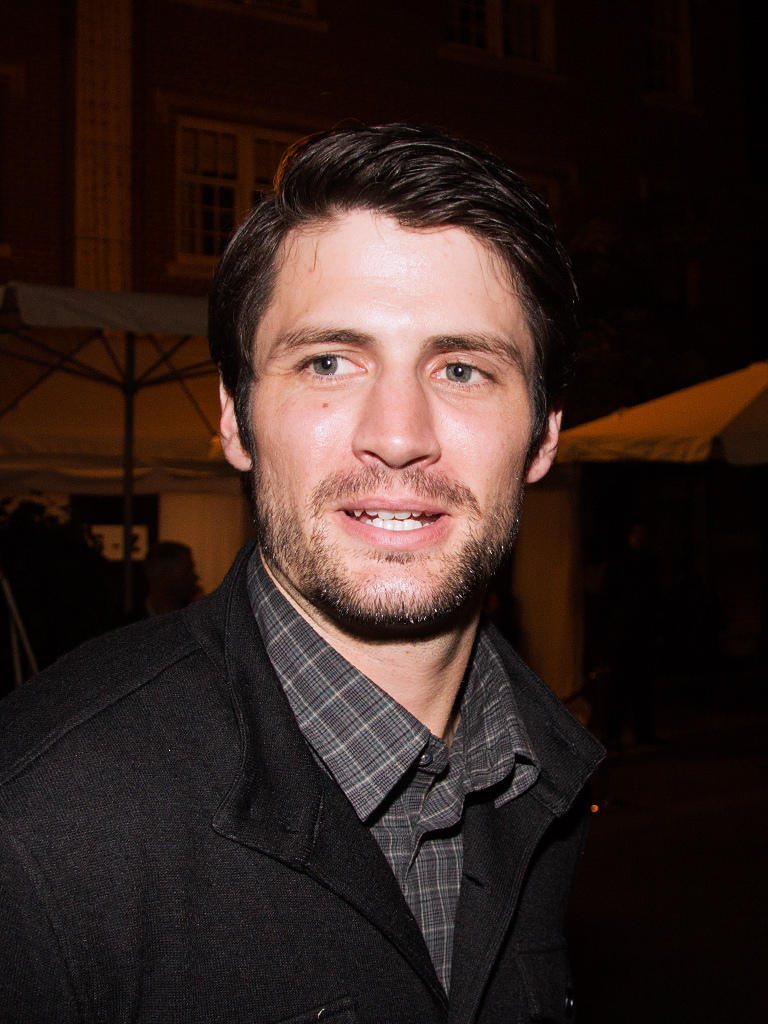
James Lafferty no papel de Nathan Scott

- Nathan Scott (Interpretado por James Lafferty): Bad-boy da escola, Nathan é namorado de Peyton. O rapaz faz sucesso sendo o principal jogador dos Ravens, time de basquete da escola, mas sofre muita pressão pelo pai, Dan Scott, ex-jogador do mesmo time. Além de ter uma mãe ausente, ele acaba se apaixonando por Haley, e tem de lidar com o meio-irmão rejeitado pelo pai.

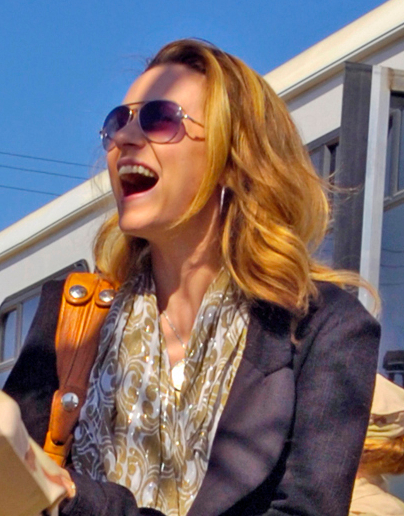
Hilarie Burton no papel de Peyton Sawyer

- Peyton Elizabeth Sawyer (Interpretada por Hilarie Burton Morgan): Peyton é doce e muito solitária. É uma das animadoras de torcida do time de basquete. Se sente sozinha devido a ausência do pai e vive praticamente sozinha. Como perdeu a mãe cedo por causa de um acidente de carro , usa a música como escudo para a vida e Brooke Davis, sua melhor amiga, como conselheira. Namorada de Nathan, sabe que o garoto está com ela por interesses sexuais, e, com a chegada de Lucas no time, percebe que nunca amou o namorado de verdade.

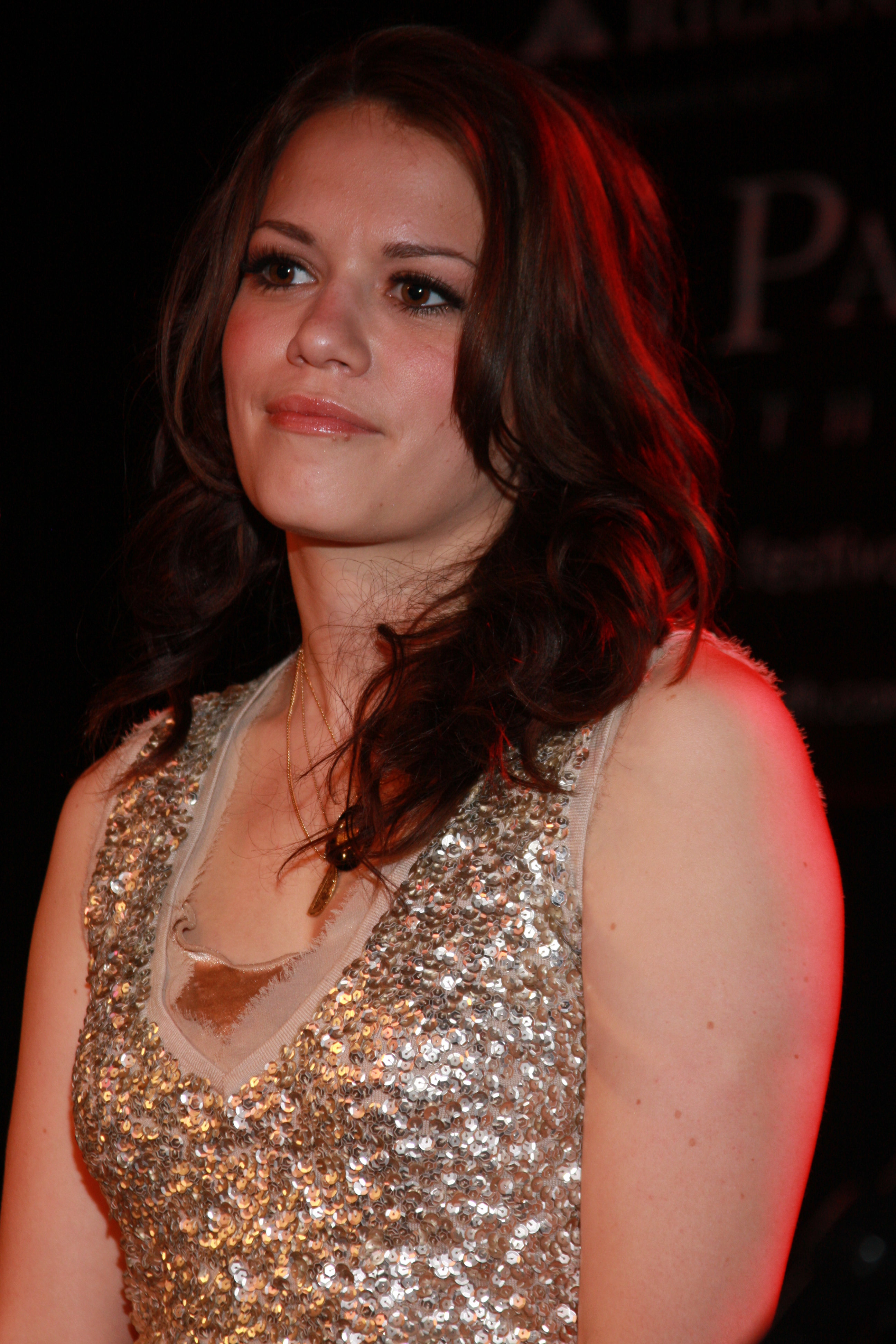
Bethany Joy Galeotti no papel de Haley James Scott

- Haley Bob James Scott (Interpretada por Bethany Joy Lenz): Melhor amiga de Lucas, vive aconselhando o amigo nos campos do amor e das amizades. Inteligente, CDF, confiável e sincera, ela sempre procura estar perto de quem gosta e contagia a todos. É usada como alvo pelo meio-irmão do amigo, Nathan, dando aulas particulares para o garoto. Os dois se apaixonam e vivem um grande romance. Tem paixão pela música e fez duas turnês, uma quando ainda estava no ensino médio e outra quando ja era adulta. Tem dois filhos com Nathan, Jamie e Lydia.

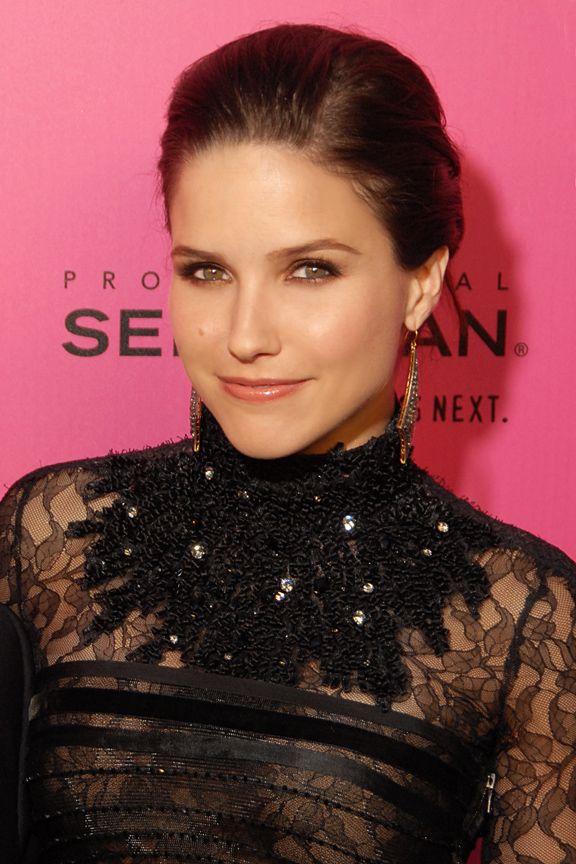
Sophia Bush no papel de Brooke Davis

- Brooke Penelope Davis (Interpretada por Sophia Bush): Agitada, meiga e louca, Brooke Davis é melhor amiga de Peyton e a chefe das animadoras de torcida do Ravens, time de basquete da Tree Hill High. Amorosa e intensa, se apaixona profundamente por Lucas Scott, e é presa em um triângulo amoroso quando descobre que o rapaz é, na verdade, louco por sua melhor amiga. Desenha uma linha de roupas, Clothes Over Bros, que é, enfim, bem-sucedida.

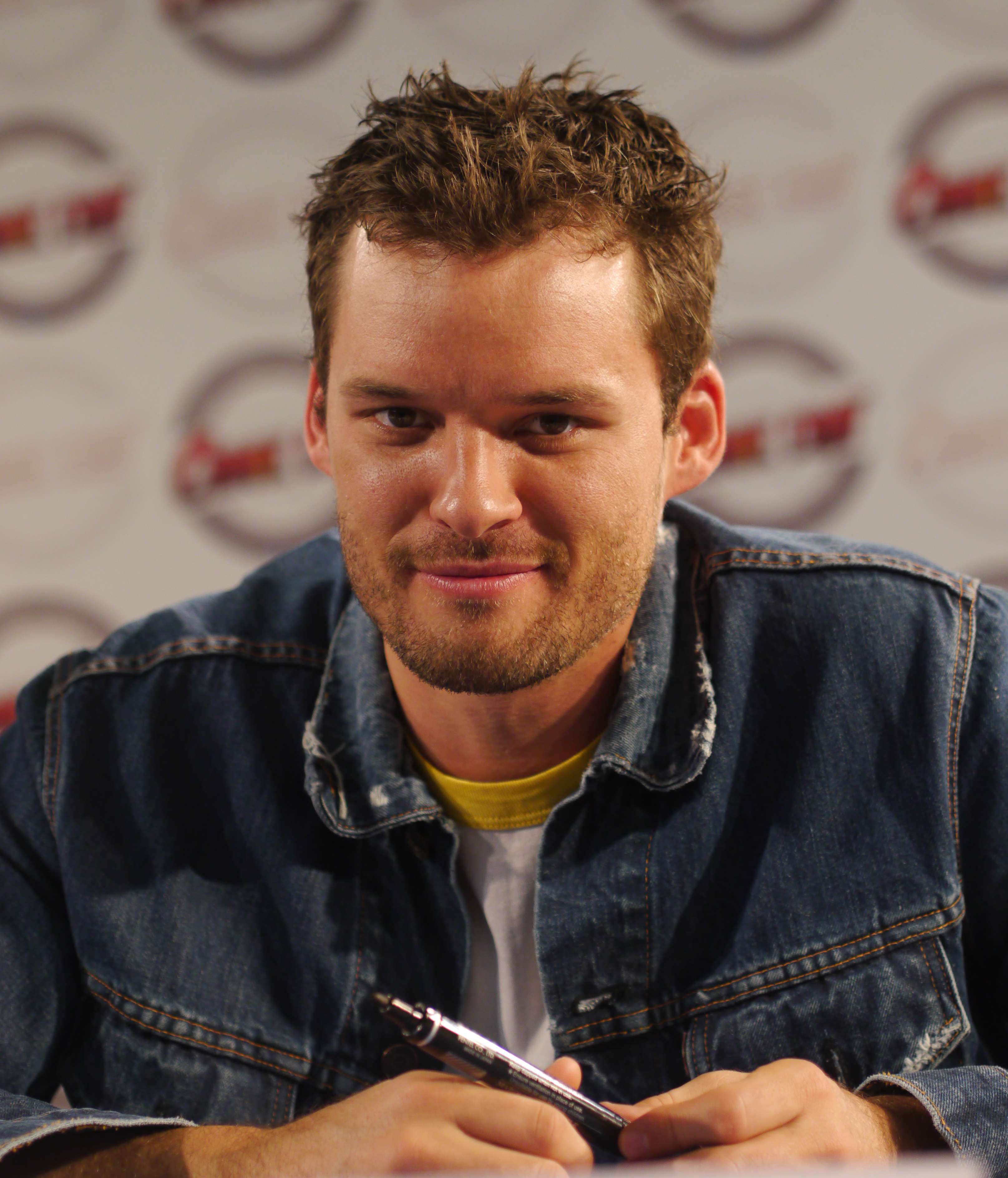
Austin Nichols no papel de Julian Baker

- Julian Baker (Interpretado por Austin Nichols): Produtor e roteirista de filmes, conhece Peyton durante e época que a moça vive em Los Angeles, onde vivem um romance. Tempos depois,  Julian vai a Tree Hill gravar um filme baseado no livro de Lucas. Conhece Brooke e convida a estilista para desenhar as roupas de seu filme. Se apaixona e a pede em casamento.

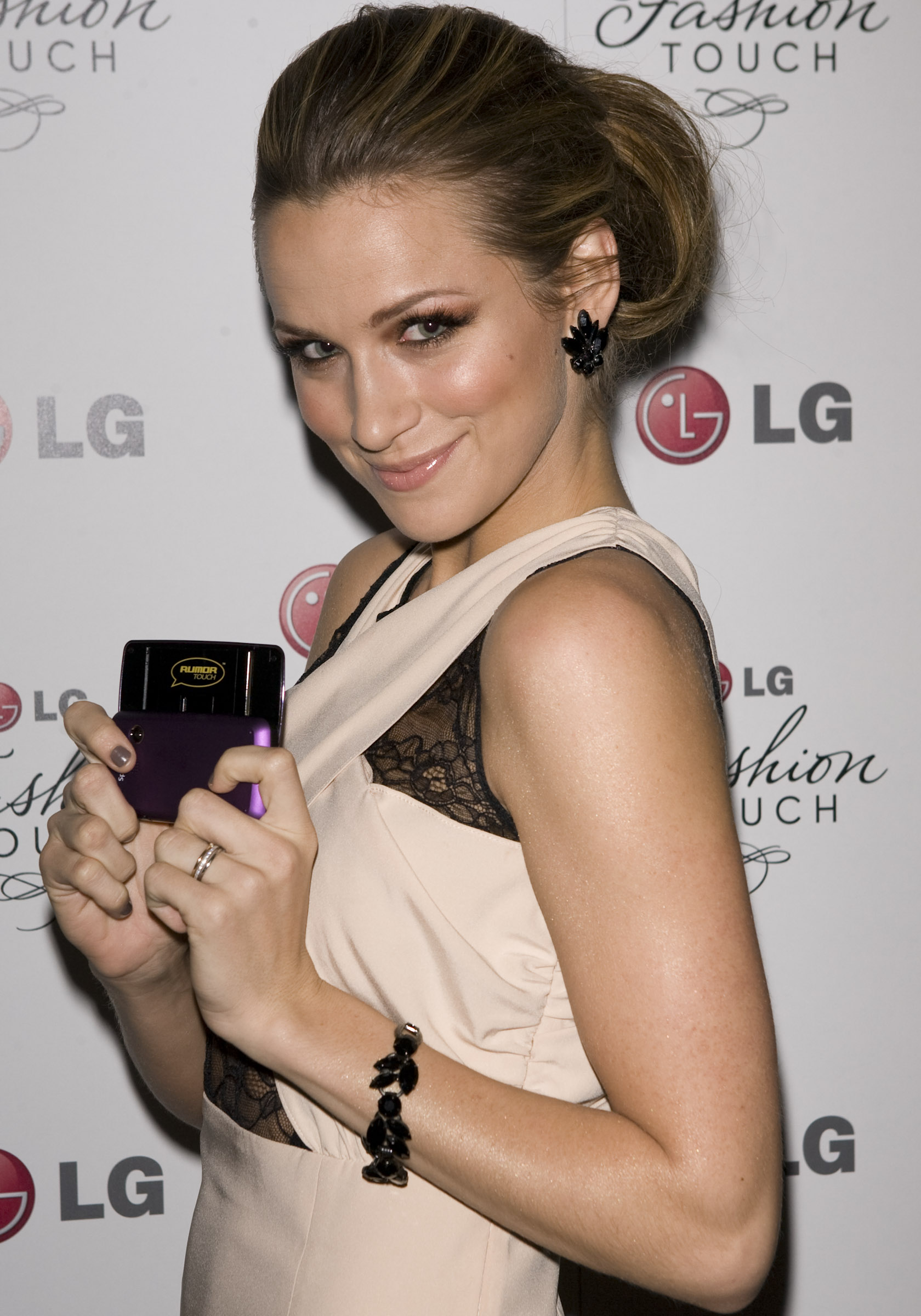
Shantel VanSanten no papel de Quinn James

- Quinn James (Interpretada por Shantel VanSanten): Irmã de Haley, Quinn volta a Tree Hill depois de um casamento fracassado com David. Mora um tempo com a irmã, aproveitando para treinar fotografia, sua paixão. Na cidade, conhece Clay Evans, agente de Nathan, por quem se apaixona rapidamente.

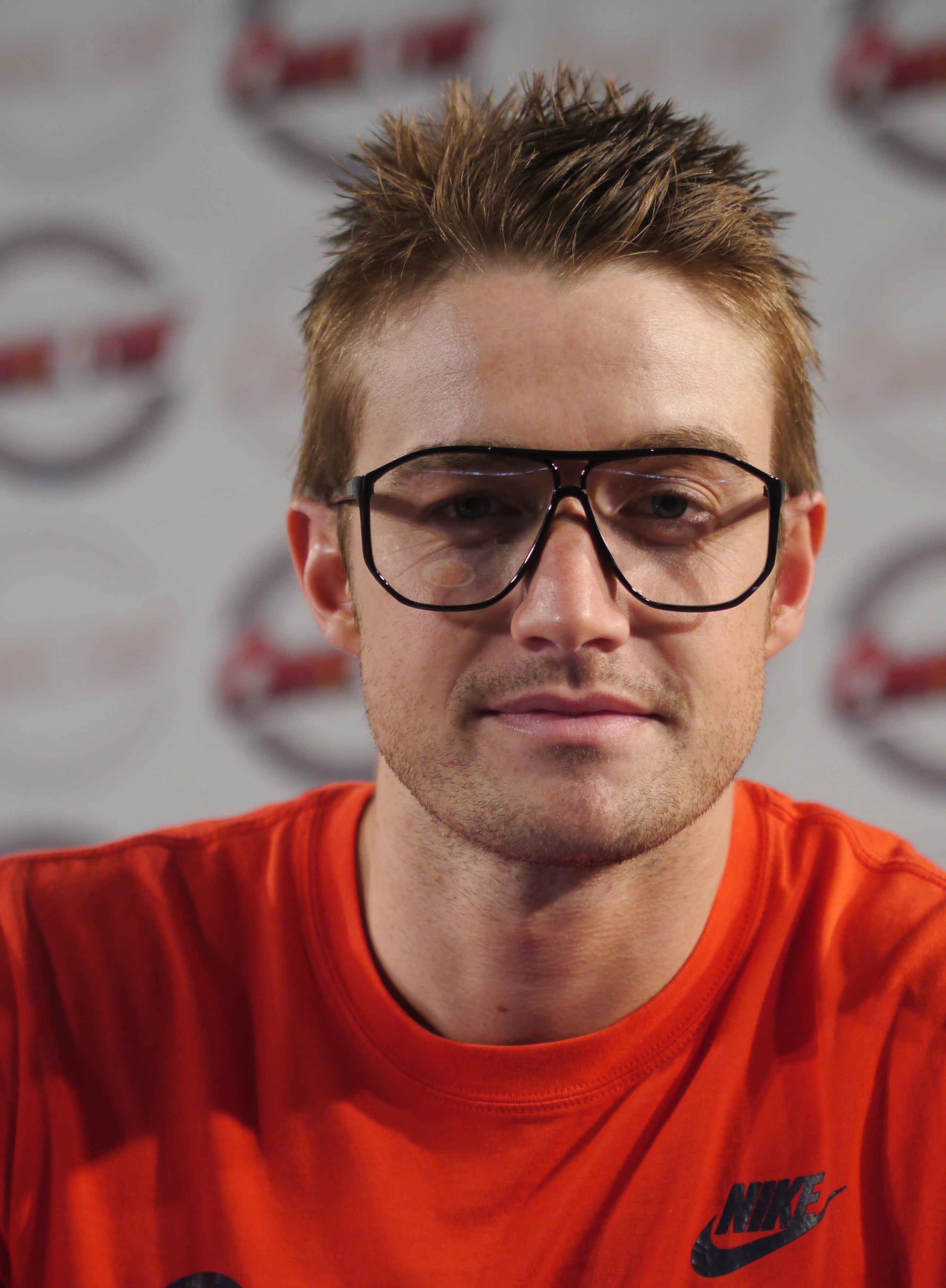
Robert Buckley no papel de Clay Evans

- Clay Evans (Interpretado por Robert Buckley): Agente e melhor amigo de Nathan, Clay está sempre com o amigo, tanto para ajudar nos problemas de casa, quanto para conseguir novos contratos para o basquete. Quando conhece Quinn, vê nela a esperança de esquecer a ex-mulher, recém falecida.

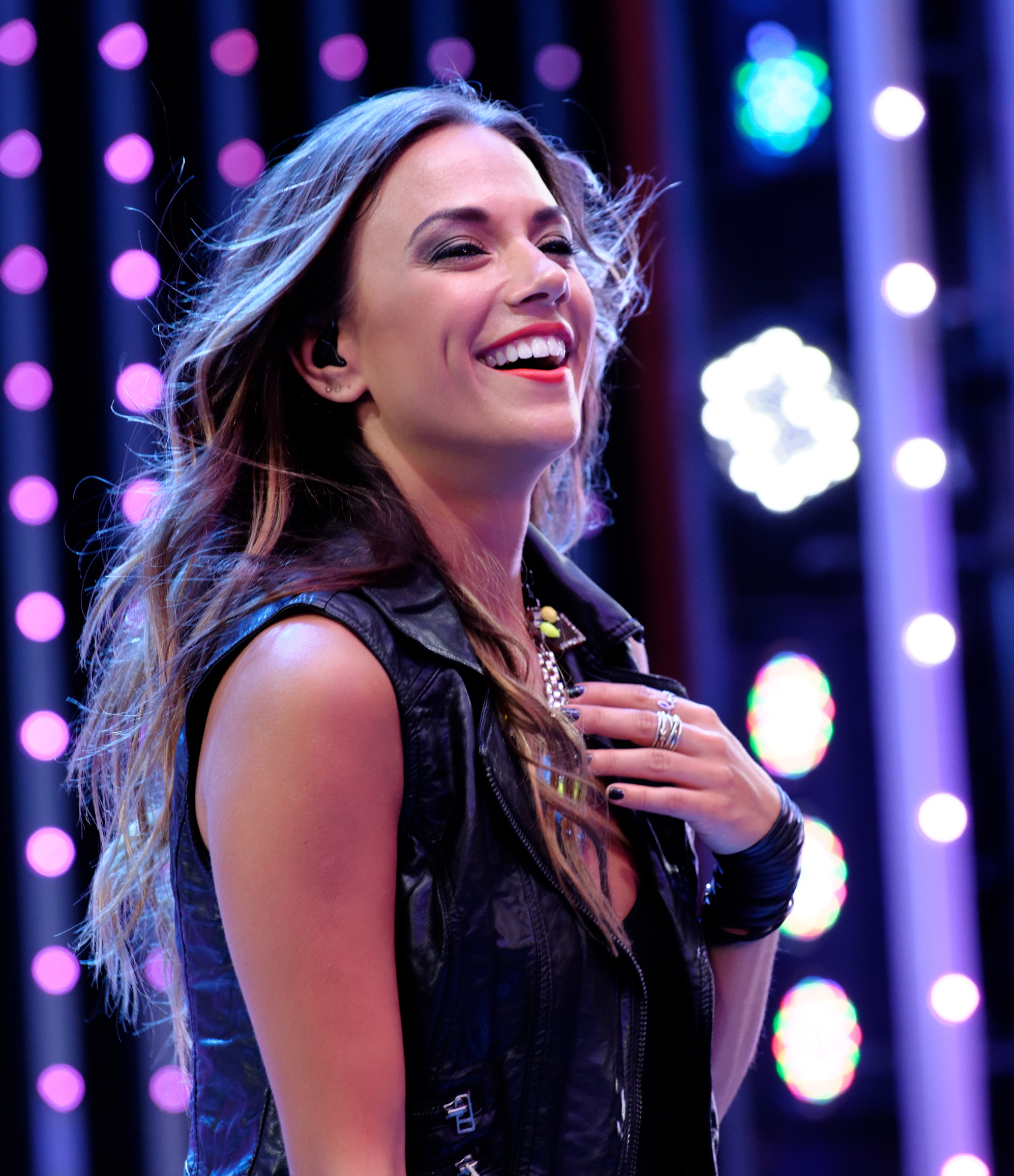
Jana Kramer no papel de Alex Dupré

- Alex Dupré (Interpretada por Jana Kramer): Atriz, dissimulada, sincera e o centro das atenções: Alex chega a Tree Hill como modelo de campanha da Clothes Over Bros e causa alvoroço na cidade. Logo após, é chamada para ser a protagonista de um filme de Julian. Apaixonada pelo chefe, atrapalha o namoro dele com Brooke, usando as drogas e bebida como meio de impedir o romance dos dois.

## Produção

### Concepção
Schwahn originalmente planejava fazer de One Tree Hill um longa metragem com o título Ravens, o nome do time de basquete da escola. No entanto, ele se convenceu de que seria mais interessante como uma série de televisão. Ele disse que a ideia da história veio de suas próprias experiências pessoais. Como no cenário do show, Schwahn foi para a escola em uma pequena cidade e jogou em um time de basquete. Ele se descreveu como semelhante ao personagem de Mouth McFadden. Schwahn disse que ao projetar o show, ele criou Lucas como "esse garoto azarão do lado errado dos trilhos", que passa para o lado bonito e popular; ele queria mostrar a vida de tal pessoa em um contexto de basquete, sentindo que o basquete era uma ótima plataforma para contar histórias.
O título do show e o nome da cidade fictícia onde a série acontece são derivados da música "One Tree Hill", que recebeu o nome do marco da Nova Zelândia. A maioria dos episódios do programa são títulos de músicas, bandas ou álbuns. Schwahn nomeou a cidade de "Tree Hill" porque, enquanto ele estava escrevendo a ideia para o show, ele estava ouvindo o álbum The Joshua Tree do U2. Nos primeiros dias, os fãs frequentemente perguntavam a Schwahn por que o show se chamava One Tree Hill quando a cidade se chamava Tree Hill. A pergunta é ostensivamente respondida quando Karen diz a Lucas no episódio 22 da 1 temporada: "Há apenas uma Tree Hill ... e é a sua casa". A mesma frase foi dita por Haley para Jamie no telhado do Karen's Cafe no episódio 13 da 9 temporada, o final da série.

### Temas
One Tree Hill consiste em vários temas, como amor, amizade, rivalidades e traição, e explora as razões por trás deles. Neal Solon, do DVD Verdict, declarou: "Grande parte do programa baseia-se nos erros que os pais dos adolescentes cometeram e na maneira como esses erros se manifestam na vida dos estudantes". Dois dos temas mais proeminentes do programa são basquete e romance.

#### Basquetebol
O basquete é um aspecto central do show, ajudando a criar uma atmosfera de masculinidade e atrair espectadores masculinos. TheCinemaSource.com disse sobre as primeiras temporadas da série, "A única coisa que você pode notar é que as vidas escolares dos adolescentes estão fortemente focadas em basquete e torcida. Se eles estão em uma sala de aula, o único professor que eles têm é Treinador Whitey.
Schwahn afirmou sobre o elemento do basquete: "Muitas vezes, os jogos de basquete para nós são como os crimes, ou é o tribunal, a delegacia de polícia ou a arena de operações médicas - era como o nosso território em casa". Ele disse que os outros programas raramente enfocam o processo judicial ou o problema médico tratado, mas são mais sobre as pessoas. "Para nós, é isso que o basquete era. Nunca foi sobre jogar basquete, mas era sobre o que estava acontecendo com as pessoas quando este jogo ou torneio estava se aproximando."
Na 2ª temporada, o drama de basquete foi completamente removido da série, já que os executivos sentiram que o programa era voltado mais para um público masculino. David Janollari, então presidente de entretenimento do The WB, atribuiu o sucesso do segundo ano da série em parte à mudança de foco de uma trama esportiva voltada para o público masculino para a expansão das histórias de suas garotas. Ele sentiu que tinha tempo para "recuar e aprender com a resposta do público" e que Schwahn adaptou o programa ao "público principal". Schwahn disse: "As meninas assistem ao show em grande número. [Na primeira temporada], as garotas eram uma espécie de apêndice para os garotos". O produtor Joe Davola e Schwahn concordaram com os sentimentos "sex sells" e "skin to win" para as direções do enredo. Menos tempo na quadra de basquete poderia dar ao One Tree Hill mais tempo para conspirações alimentadas por sexo e drogas. A falta de drama de basquete, no entanto, significou uma diminuição na audiência masculina. Em uma entrevista de 2006, Schwahn disse: "Na segunda temporada de TV, nós não jogamos nenhuma bola de basquete, que foi o resto do seu penúltimo ano, e eu senti que o show sofreu um pouco".

#### Romance
Schwahn fez do romance de Lucas e Peyton um tema central do programa, dizendo que ele "desenhou um mundo onde Peyton e Lucas deveriam ficar juntos". e que "as sementes foram plantadas para [Lucas] escolher Peyton no piloto - no primeiro episódio ... Quando Lucas está no Rivercourt no final do piloto, você sabe. Acho que nos sentimos assim a garota [que] é sua alma gêmea. E, você sabe, o piloto termina com ele dizendo: 'Eu vou ver você'.
Lucas e Peyton foram referidos como star-crossed. Schwahn descreveu o tema de seu relacionamento como "duas crianças que carregam o peso do mundo um pouco. Eles podem concordar em deixar de lado esse peso? O tema para Lucas e Peyton é: 'Como você aprende a ser feliz? quando você passou tanto tempo carregando pesar por aí? Você se sente culpado por ser feliz? Está tudo bem em deixá-lo ir?' " O casal também recebeu música tema para melhorar as cenas em que Lucas resgata Peyton (do desespero, situações perigosas, ou ela mesma). O tema, intitulado "Saving Peyton", foi composto por John Nordstrom e ouvido pela primeira vez no episódio da escola "With Tired Eyes, Tired Minds, Tired Souls, We Slept".
Fazer de Lucas e Peyton a história de amor central criou uma rivalidade entre seus fãs e aqueles que prefeririam que ele ficasse com Brooke ou acabasse com ele. "[Estes] são dois campos muito apaixonados. E não pense que eu não sei", afirmou Schwahn. "Eu acho que às vezes um acampamento acha que está sendo ignorado." Schwahn disse que embora ele tenha projetado Lucas e Peyton para estarem juntos desde o início, isso não impediu que Brooke e Lucas terminassem juntos, e que ele estava ciente da "grande química" entre seus retratores, ex-cônjuges da vida real Murray e Arbusto. Ele não estava teimosamente segurando a ideia de [Lucas e Peyton]. Schwahn disse que o triângulo amoroso de Peyton-Lucas-Brooke também é por design e se tornou um marco do programa. "Há uma enorme base de fãs dedicada a Brooke e Lucas, e às vezes [essas pessoas] se sentem traídas, assim como os fãs dedicados a Peyton e Lucas se sentiram traídos [na 2ª temporada e em partes da 3ª temporada]", disse Schwahn. "Isso me diz que fizemos as coisas corretamente - essa é a força de um triângulo amoroso."
Um debate dizia respeito ao episódio da segunda temporada "Don't Take Me For Granted", no qual Lucas diz que uma garota está "fugindo" e ele precisa confessar seu amor por ela, mas aparece na casa de Brooke em vez de em Peyton. A maioria dos telespectadores (incluindo os fãs de Lucas-Peyton e Brooke-Lucas) teve dificuldade em interpretar a linha "escapatória" como uma referência a Brooke, já que Peyton era a garota por quem Lucas tinha se apaixonado na primeira temporada e os dois haviam se distanciado. . Fontes citaram os fãs pensando em quatro perguntas: quando Brooke estava fugindo? Lucas simplesmente quis dizer que não queria perdê-la? Foi um dispositivo de enredo para fazer parecer Peyton? Ou foi Peyton? A especulação de que o casamento de Murray e Bush afetou a repentina mudança de coração de Lucas também foi discutida. Schwahn afirmou:
Essa é uma linha muito debatida ... "Eu sinto que ela está escapando". Obviamente, eu o plantei lá e, especificamente, cortei suas palavras para um close de Peyton, porque queria dizer à platéia: "Bem, ele está falando sobre Peyton. Claramente, ele está falando sobre Peyton". Como sabemos, não foi exatamente onde sua jornada o levou e tem sido debatido on-line e em certos círculos que ele nunca disse quem realmente era. Portanto, há campos que toram para Lucas e Peyton e acampamentos que criam Brooke e Lucas, e acampamentos que torcem pelos outros, o que é bom para o show.
O outro emparelhamento proeminente da série, Nathan e Haley, foi considerado um superconjunto. James Lafferty, o retratista de Nathan, disse: "Bem, Schwahn sempre diz que ele tinha esse tipo de 'craque no buraco' o tempo todo. Enquanto escrevia o roteiro do piloto, ele estava planejando fazer isso, ele realmente não o fez." Não sei como isso se daria certo ou o que aconteceria. Mas os fãs reagiram tão apaixonadamente a isso, e eu não tenho certeza do porquê." No entanto, Lafferty disse que existe uma relação genuína entre Nathan e Haley: "Começou como algo baseado em traição e engano. Então, transgrediu em algo baseado no verdadeiro amor verdadeiro. Então, eu acho que é um transição que os fãs realmente compraram, e eu acho que as pessoas realmente gostam de assistir". Schwahn chamou o casal de "ouro" e disse: "Eu amo Nathan e Haley, e a maior parte da nossa audiência também." Ele disse que a base de fãs de Nathan e Haley é forte porque eles sempre foram o casal mais estável do programa, admitindo que isso o confunde quando as pessoas perguntam quando ele vai deixá-los felizes. "Eles têm muitos obstáculos em seu caminho", disse Schwahn, "mas eu os vejo crescendo - especialmente com o salto [os quatro anos que decorrem entre as temporadas 4 e 5] à frente e envelhecê-los um pouco - eu os vejo crescendo em alguns lugares realmente ótimos, não apenas como indivíduos, mas como uma família".

### Música
A música desempenha um papel significativo na trama e no movimento das cenas durante o show. Schwahn revelou que cada episódio é nomeado após uma determinada música, banda ou álbum que tem algo em comum com o tema do episódio. A música indie popular foi apresentada no programa, e vários artistas foram convidados.
Três álbuns da trilha sonora do show foram lançados: One Tree Hill – Music From The WB Television Series, Vol. 1, Friends with Benefit: Music from the Television Series One Tree Hill, Volume 2, e The Road Mix: Music from the Television Series One Tree Hill, Volume 3. Uma parte dos lucros da segunda trilha sonora vai para o National Breast Cancer Foundation (NBCF), vinculando-se a um enredo no programa envolvendo câncer de mama. Em 13 de novembro de 2008, o iTunes publicou uma trilha sonora chamada Music From One Tree Hill, que continha músicas da sexta temporada.

### Formato de episódio
Episódios seguem uma estrutura regular. Um episódio normalmente começa com uma recapitulação de eventos relevantes para a próxima narrativa, embora isso às vezes seja descartado para satisfazer as restrições de tempo. Durante as primeiras quatro temporadas, o tema é tocado imediatamente após a recapitulação ou após as primeiras cenas. Sempre que um episódio apresenta assuntos sensíveis ou violentos, ou quando o tempo de duração de um episódio está próximo do tempo total atribuído, não há montagem de abertura, mas apenas One Tree Hill escrito em um fundo preto. Desde o início da quinta temporada, a música tema "I Don't Want to Be", de Gavin DeGraw, foi abandonada, e apenas o único título branco sobre preto foi usado. O tema foi restaurado para a oitava temporada, cantada por artistas diferentes a cada semana. As razões de Schwahn para remover o tema eram várias:
É interessante sobre a música tema. Não só é caro - e isso nunca leva o que fazemos de forma criativa, mas eu acho que os fãs não entendem que há dinheiro na mesa toda vez que eles ouvem a música tema. Isso soa como uma resposta do produtor besteira, também, mas isso é uma parte disso, porque todo ano nosso orçamento é bastante desafiado. Sabendo disso, quando eu olhei para o salto à frente, o salto de quatro anos, eu senti como "Eu não quero ser" era muito um hino para suas vidas adolescentes. Foi muito sobre quem eu vou ser e quem sou eu e quem eu vou ser um dia. Sem mencionar que foram 42 segundos de tempo de tela que eu sabia que poderia usar para a história. Então, muito foi para a decisão de deixar cair a música-tema, não foi feito de ânimo leve.
One Tree Hill é conhecido por seus numerosos voice-overs apresentando citações literárias ou personagens que refletem sobre os eventos do episódio. A maioria deles foi feita pelo personagem de Chad Michael Murray, Lucas. No entanto, outros personagens fizeram isso várias vezes. As estrelas convidadas Bryan Greenberg, Sheryl Lee, Torrey DeVitto e Ashley Rickards também fizeram narrações para episódios únicos. Personagens que interagem com o elenco principal, como Bevin, Chase, Shelly e Glenda, ajudaram a narrar os episódios conjuntos, sendo retratados por Bevin Prince, Stephen Colletti, Elisabeth Harnois e Amber Wallace. No começo da 7ª temporada, o personagem de Paul Johansson, Dan Scott, assumiu o papel do narrador.
Em 2008, foi planejado um episódio em preto e branco sobre um tema de Film Noir, a ser escrito por Chad Michael Murray. Schwahn disse: "Eu acho que o tema noir é muito arriscado, porque eu acho que pode ser muito obscuro e muito pessoal em sua abordagem. Eu diria que isso é mais infuso de Casablanca."

### Partidas de Murray e Burton
Em 2009, Murray e Burton foram confirmados como tendo se recusado a retornar à série. Durante meses, especulou-se que eles não retornariam para a sétima temporada. Em fevereiro, a The CW anunciou uma renovação de série sem especificar quais membros do elenco haviam renovado seus contratos. Um vídeo de Murray, aparentemente sem saber que ele estava sendo filmado, dizendo que o programa não o estava trazendo de volta porque eles queriam economizar dinheiro, e encorajando os fãs a se unirem atrás dele, intensificou a especulação. Um vídeo de Burton dizendo que ela iria ficar se ela tivesse controle criativo também surgiu, alimentando especulações de que The CW não queria manter Burton no show sem Murray. Para alguns fãs, que consideravam o coração do show como a dinâmica entre Lucas e Peyton, One Tree Hill sem os dois personagens não funcionaria. Uma pesquisa da TVGuide.com descobriu que quase metade dos entrevistados estavam dispostos a adotar uma abordagem de "esperar para ver" em uma versão reformulada da série. Em abril, Schwann disse a uma platéia em Paris que todos os atores assinaram contrato para a temporada 7, com exceção de Murray e Burton. "Eles estão negociando agora e eu sei que foram oferecidos grandes coisas, e espero que eles decidam voltar", disse ele. "Se eles não o fizerem, é sempre uma possibilidade ... [o show] conseguiu passar por alguns dos movimentos mais arriscados que fizemos." Em maio, a presidente do setor de entretenimento da CW, Dawn Ostroff, declarou: "Tentamos fazer com que ficassem; ficaríamos entusiasmados se quisessem". Ela disse que desde que Murray e Burton estavam se mudando, Tree Hill agora tinha que se reinventar um pouco - como aconteceu em 2007, com o flash de quatro anos à frente. "Um show em seu sétimo ano é muito aberto para se reinventar", disse Ostroff. "E uma coisa que eu tenho que dar muito crédito a Mark Schwahn é que ele manteve o show tão novo todos esses anos."
Burton disse à Entertainment Weekly que havia uma possibilidade de que ela voltasse para as aparições, se perguntassem, e esclareceu o que aconteceu nos bastidores de seu contrato, afirmando: "Quando eu ouço que há tumultos ou negociações baseadas em dinheiro, de ferir meus sentimentos, porque não é o que está acontecendo. " Ela disse: "Eu acho que minha base de fãs, em particular, sabe que o dinheiro não é necessariamente um grande motivador para mim, é por isso que eu trabalho no mundo do cinema independente". Burton sabia há algum tempo que ela estava saindo, acrescentando: "Para mim, foi definitivamente uma decisão emocional. E uma decisão profissional também. Eu tive muita sorte. One Tree Hill foi o meu primeiro teste na televisão; foi um conto de fadas. Eu me sinto realmente sortudo por ter esse nível de sucesso desde o início." Referindo-se a um vídeo que ela enviou para seus fãs.
As críticas de como seus personagens, Lucas e Peyton, foram escritos fora da série, focaram principalmente na falta de explicação sobre aonde eles foram, e a saída não foi mórbida o suficiente para um casal de estrelas. Embora o episódio com sua partida seja inicialmente sombrio, o tom do episódio é drasticamente diferente no final. Os fãs esperavam um final trágico por causa da história de Lucas e Peyton e da atração do programa por finais chocantes. A MTV compôs cenários trágicos de como escrever o casal para fora da série, mas concluiu dizendo: "Talvez depois de tudo o que eles passaram em seis temporadas, esses dois mereceram seu final feliz." A saída foi escolhida como um dos "12 episódios mais essenciais de One Tree Hill", em 2009, pelos fãs de starnewsonline.com.
Schwahn disse que sabia que muitas pessoas se ligariam para ver como o programa explicaria a ausência de Lucas e Peyton, e que a explicação era que eles estavam viajando. Ele estava ciente de que as pessoas podem não aceitar a nova versão do programa, mas disse que precisava seguir em frente. Para preencher o vazio das saídas de Murray e Burton, Robert Buckley e Shantel VanSanten foram escalados como o agente de Nathan, Clay, e a irmã de Haley, Quinn, respectivamente. Austin Nichols, que interpreta Julian Baker, também foi atualizado para o status regular da série. Os planos de Murray e Burton para retornar à série na 8ª temporada foram confirmados. Schwahn disse que os horários ocupados dos atores poderiam impedir um retorno a tempo para o casamento de Brooke, mas ele esperava que eles pudessem retornar mais tarde na temporada. Em 7 de dezembro de 2010, Kristin Dos Santos afirmou que Murray e Burton definitivamente não voltariam para o casamento de Brooke, mas que eles ainda deveriam voltar. Em janeiro de 2011, Burton confirmou que ela não voltaria. Em agosto de 2011, The CW revelou que Murray retornaria para uma aparição na temporada final. Burton não retornou, já que ela não foi convidada a voltar naquela época.

### Crossover comLife Unexpected
Em uma tentativa de melhorar as audiências de Life Unexpected, atraindo espectadores de One Tree Hill, a The CW transmitiu um evento de crossover envolvendo ambos os programas em 12 de outubro de 2010. Começando com a parte de One Tree Hill "Nobody Taught Us to Quit", Haley James Scott (Bethany Joy Galeotti) e Mia Catalano (Kate Voegele) viajaram para Portland (onde Life Unexpected está agendada) para se apresentar no Sugar Magnolia Music Festival apresentado por K-100 Haley e Cate se encontram no cruzamento e ficam "surpresos ao saber que eles compartilham uma história semelhante [como] mães". "Music Faced", o episódio Life Unexpected do crossover, também contou com Sarah McLachlan, Ben Lee e Rain Perry, cuja música "Beautiful Tree" serve como tema de abertura da série.

## Exibição no Brasil
Foi exibido no Brasil pelo SBT, foram exibido as temporadas iniciais (1-5) entre 2005 e 2007 em horários distintos. O primeiro horário era aos domingos, mas com a classificiação indicativa entrando em vigor na TV aberta, a série acabou passando para os sábados, fazendo dobradinha com The O.C.. Depois disso, a série saiu do ar, voltando somente em 13 de junho de 2011, quando a emissora levou ao ar mais três temporadas (6-8) até 13 de agosto de 2012 e retirou a série do ar novamente. Em 2014, a série voltou para a grade da emissora, com a reprise da sexta temporada em 3 de outubro de 2014, logo após Supernatural no Tele Seriados.

## Episódios
| Temporada | Temporada | Episódios | Episódios | Originalmente exibido  | Originalmente exibido | Originalmente exibido |
| Temporada | Temporada | Episódios | Episódios | Estreia da temporada   | Final da temporada    | Emissora              |
| --------- | --------- | --------- | --------- | ---------------------- | --------------------- | --------------------- |
|           | 1         | 22        | 22        | 23 de setembro de 2003 | 11 de maio de 2004    | The WB                |
|           | 2         | 23        | 23        | 21 de setembro de 2004 | 24 de maio de 2005    | The WB                |
|           | 3         | 22        | 22        | 5 de outubro de 2005   | 3 de maio de 2006     | The WB                |
|           | 4         | 21        | 21        | 27 de setembro de 2006 | 13 de junho de 2007   | The CW                |
|           | 5         | 18        | 18        | 8 de janeiro de 2008   | 19 de maio de 2008    | The CW                |
|           | 6         | 24        | 24        | 1 de setembro de 2008  | 18 de maio de 2009    | The CW                |
|           | 7         | 22        | 22        | 14 de setembro de 2009 | 17 de maio de 2010    | The CW                |
|           | 8         | 22        | 22        | 14 de setembro de 2010 | 17 de maio de 2011    | The CW                |
|           | 9         | 13        | 13        | 11 de janeiro de 2012  | 4 de abril de 2012    | The CW                |

O enredo principal nas primeiras temporadas é a relação entre dois meio-irmãos, Lucas e Nathan Scott, que começam como inimigos, mas se ligam à medida que o show progride. No episódio piloto, Lucas se torna um membro do Tree Hill Ravens (o time de basquete da escola) com a ajuda de seu tio Keith. Nathan, o chefe da equipe, não gosta de Lucas desde o início, e isso se torna a base de sua rivalidade. O interesse romântico de Lucas pela namorada de Nathan, Peyton Sawyer, também fortalece sua rivalidade. A melhor amiga de Peyton, Brooke Davis, tenta namorar Lucas, e Nathan tenta namorar a melhor amiga de Lucas, Haley James. A história do pai de Lucas e Nathan, Dan Scott, é ocasionalmente explorada através de flashbacks, que mostram suas relações com Karen Roe, a mãe de Lucas e Deb Scott, a mãe de Nathan, e como ele acabou tendo uma mulher em vez da outra. Ele teve um romance no colégio com Karen, resultando no nascimento de Lucas, mas ele se recusou a reivindicar Lucas como seu filho. Deixando Karen, ele se casou com Deb e o casal teve Nathan. Dezessete anos depois, Deb começa uma forte amizade e parceria com Karen contra a vontade de Dan. Nas últimas temporadas do show, Dan e Deb se divorciam. Karen namora seu professor de faculdade Andy Hargrove depois de perder Keith.

#### 1ª temporada
A primeira temporada lida com a primeira metade do primeiro ano do principal personagem adolescente. O foco está na rivalidade entre Lucas e Nathan durante o campeonato estadual de basquete. Outras grandes histórias são o relacionamento em desenvolvimento de Nathan e Haley, o triângulo amoroso de Peyton-Lucas-Brooke e o quadrilátero amoroso envolvendo os pais de Lucas e Nathan.

#### 2ª temporada
A segunda temporada se concentra na segunda metade do ano júnior dos personagens e separa o basquete e explora novos romances. Lucas namora Anna Taggaro, Jake Jagielski namora Peyton, e há um triângulo amoroso entre Felix Taggaro, Brooke e Mouth McFadden. Esta temporada também mostra a desintegração do relacionamento de Nathan e Haley por causa de Chris Keller, e as repercussões - especialmente para Lucas - da cardiomiopatia hipertrófica de Dan, uma doença hereditária. Peyton lida com problemas de drogas e o retorno de sua mãe biológica e Karen começa o clube Tric e começa um relacionamento com seu professor da escola, Andy Hargrove. Uma problemática Deb luta contra o vício em drogas.

#### 3ª temporada
A terceira temporada se concentra na primeira metade do primeiro ano do personagem, e também tem o retorno do basquete. Caracteriza a chegada de Rachel Gatina, que traz conflito para o romance entre Brooke e Lucas, quando ela define a namorada de Lucas. Peyton lida com o retorno de sua mãe e tenta conhecê-la quando ela descobre que está morrendo de câncer. O relacionamento de Jake e Peyton chega ao fim e os sentimentos românticos de Peyton por Lucas ressurgem mais tarde na temporada. Chris Keller retorna e ajuda Nathan e Haley a se reunir, causando também danos entre Brooke e Lucas. No final da temporada, Nathan e Haley planejam seu casamento. Uma subtrama importante consiste nos esforços de Dan para resolver a tentativa de assassinato que foi feita contra ele durante o momento de angústia da temporada anterior. Um episódio importante ("With Tired Eyes, Tired Minds, Tired Souls, We Slept") envolve a maior parte do elenco principal em uma situação de reféns em Tree Hill High e culmina com Peyton sendo baleado na perna, Jimmy Edwards cometer suicídio e Dan assassinar Keith No final do final da temporada, depois que Nathan e Haley renovaram seus votos, ele, Rachel e Cooper estão lutando por suas vidas após um acidente de carro.

#### 4ª temporada
A quarta temporada apresenta a segunda metade do último ano dos personagens e o triângulo amoroso de Peyton, Lucas e Brooke. A gravidez de Haley está ameaçada pelas incursões arriscadas de Nathan no jogo e nos agiotas. Peyton é perseguido por um impostor posando como seu meio-irmão Derek, e é salvo por Lucas e pelo verdadeiro Derek. Lucas procura a verdade por trás da morte de seu tio enquanto documenta sua vida desde que se juntou ao time de basquete Ravens. Lucas e Peyton entram em um relacionamento oficial após os Ravens vencerem o campeonato estadual, enquanto Dan reacende seu romance com Karen. Brooke explora um relacionamento romântico com Chase Adams e uma amizade com Rachel. Chris Keller faz uma aparição, e o grupo desfruta de um "baile real" em uma pequena cidade chamada Honneygrove, depois que seu original é arruinado por outras interações com o impostor que é conhecido por todos como "Psycho Derek". A temporada termina com a formatura do grupo no ensino médio, Lucas descobrindo que Dan matou Keith e Haley e Karen tendo seus bebês.

#### 5ª temporada
A quinta temporada salta quatro anos no futuro. Os personagens lutam com a idade adulta após a faculdade e retornam a Tree Hill por várias razões. Lucas, um autor publicado, está em um relacionamento sério com sua editora, Lindsey Strauss. Esse relacionamento se transforma em um triângulo amoroso quando Peyton retorna após uma carreira musical fracassada em Los Angeles. O casamento de Nathan e Haley entra em crise quando Nathan enfrenta uma grande depressão após ser gravemente ferido na noite em que foi convocado para a NBA. Brooke procura a vida além do sucesso em seu trabalho e luta para conseguir a aceitação de sua mãe, Victoria. Peyton, com a ajuda de Brooke, lança um selo musical. Lucas e Skills retornam aos Tree Hill Ravens como treinadores e pedem a ajuda de Nathan com o craque Quentin. Boca começa um relacionamento com sua chefe Alice, para chegar à frente em seu trabalho. Mais tarde, ele se estabelece com a assistente de Brooke, Millicent Huxtable.

#### 6ª temporada
A sexta temporada apresenta a progressão do romance de Peyton com Lucas enquanto eles se reúnem e lidam com sua gravidez perigosa. Peyton conhece seu pai biológico, o livro de Lucas é escolhido para um filme do ex-namorado de Peyton, produtor Julian Baker, e Nathan e Haley lutam para alcançar seus sonhos após serem aterrorizados por Nanny Carrie que tentou sequestrar seu filho Jamie e também segurou Dan refém. Brooke é atacada em sua loja, deixando-a com cicatrizes mentais. Mais tarde, ela toma a filha adotiva Sam. O craque Quentin é morto, deixando Nathan mais determinado a chegar à NBA. O relacionamento de Mouth e Millicent atinge as rochas quando a ex de Mouth, Gigi, retorna mais tarde na temporada em que a dupla se reúne. Brooke briga com sua mãe por sua companhia, e seu agressor, que descobrimos é o cara que matou Quentin. Skills e Deb terminam seu relacionamento. Dan entra em acordo com sua vida e quanto tempo ele deixou. Brooke entra em um relacionamento com Julian.

#### 7ª temporada
A sétima temporada salta quatorze meses à frente. Rachel retorna e dois novos personagens regulares são apresentados: a irmã de Haley, Quinn, e o agente de Nathan, Clay. Lucas e Peyton se mudaram, o relacionamento de Quinn e Clay se desenvolve após a morte da esposa de Clay, Sarah. Carreira da NBA de Nathan é comprometida por um escândalo crescente que também afeta Haley. Dan se torna um palestrante motivacional com o apoio de sua nova esposa, Rachel Gatina. Brooke lança sua nova linha de roupas em meio a conflitos com Julian e Alex, uma modelo que ela contratou para sua empresa. Millicent luta com um vício em drogas que faz com que o Mouth acabe com ela. A segunda metade da temporada lida com a depressão de Haley devido à morte de sua mãe. No final da temporada, os personagens viajam para Utah para a estréia do filme completo de Julian, Haley anuncia que está grávida, Julian propõe Brooke, e Clay e Quinn são baleados por Katie.

#### 8ª temporada
A oitava temporada centra-se no casamento de Brooke e Julian e a chegada da mãe de Julian, Sylvia, a gravidez de Haley e Nathan, Clay e Quinn sobrevivem ao seu ataque com risco de vida, e Brooke a perder a companhia. Mia retorna e o romance entre Alex e Chase se transforma em um triângulo amoroso, enquanto Mouth e Millicent se reconciliam. Nathan retorna à faculdade e se esforça para se adaptar ao seu professor. Nathan e Clay iniciam uma empresa de gerenciamento de esportes chamada Fortitude, que é um tema recorrente durante esta temporada. Uma tempestade feroz atinge Tree Hill, colocando em risco as vidas de Brooke e Jamie. Katie retorna para se vingar de Quinn. Brooke e Julian olham para adoção e estão conectados a uma adolescente grávida que mantém seu bebê, deixando Brooke de coração partido. Haley dá à luz uma menina e a chama de Lydia (o primeiro nome da mãe de Haley). Nathan descobre quem foi responsável por Brooke e Jamie quase se afogando. Alex e Chase finalmente se reúnem. Brooke fica grávida e tem gêmeos.

#### 9ª temporada
A nona e última temporada lida com Haley enfrentando vários problemas envolvendo um movimentado Karen's Cafe, enfrentando Dan e procurando por Nathan quando ele é sequestrado após retornar da Europa. Brooke e Julian se adaptam à vida como pais, o que leva Julian a cometer um erro que pode mudar sua vida. Um misterioso problema assombra Clay, enquanto Quinn tenta ajudá-lo. Clay é hospitalizado em um sanatório, onde ele encontra seu filho, Logan, com o apoio de Quinn. Millicent é forçado a lidar com o ganho repentino de peso da boca, e Chase inicia uma amizade com Chris Keller. Chase Adams cuida de Chuck. Lucas retorna a Tree Hill quando Haley pede ajuda a ele. A série termina quando Tric celebra seu décimo aniversário enquanto a família Tree Hill enfrenta novas possibilidades para seu futuro.

## Lançamento
Em 7 de fevereiro de 2007, a SOAPnet anunciou que iria transmitir reprises de The O.C. e One Tree Hill. O acordo, feito com a produtora Warner Brothers, afirmou que a SOAPnet manteve a opção de comprar a quinta temporada para distribuição. O SOAPnet fez isso, começando a temporada 5 episódios em janeiro de 2009.

### DVD
As temporadas 1 a 9 de One Tree Hill foram lançadas em DVD nas regiões 1, 2 e 4, com comentários sobre episódios selecionados por membros do elenco e da equipe, cenas deletadas, gag reels e featurettes. Quatro edições de colecionadores foram lançadas: a primeira em agosto de 2009, contendo as temporadas completas de 1 a 6, e a segunda em agosto de 2010, contendo as temporadas 1-7 e, em 2011, as temporadas 1-8. Em 12 de maio, o box set completo de One Tree Hill foi revelado e lançado em 11 de junho de 2012. Este box set estava inicialmente à venda apenas no Reino Unido; no entanto, o conjunto ficou disponível na Austrália em 31 de outubro de 2012.
| Temporada completa   | Datas de lançamento    | Datas de lançamento   | Datas de lançamento    |
| Temporada completa   | Região 1               | Região 2              | Região 4               |
| -------------------- | ---------------------- | --------------------- | ---------------------- |
| 1º                   | 25 de janeiro de 2005  | 5 de setembro de 2005 | 1 de fevereiro de 2006 |
| 2º                   | 13 de setembro e 2005  | 10 de abril de 2006   | 6 de setembro de 2006  |
| 3º                   | 26 de setembro de 2006 | 23 de outubro de 2006 | 4 de julho de 2007     |
| 4º                   | 18 de dezembro de 2007 | 7 de abril de 2008    | 4 de junho de 2008     |
| 5º                   | 26 de agosto de 2008   | 6 de outubro de 2008  | 1 de abril de 2009     |
| 6º                   | 25 de agosto de 2009   | 5 de outubro de 2009  | 3 de fevereiro de 2010 |
| 7º                   | 17 de agosto de 2010   | 11 de outubro de 2010 | 4 de maio de 2011      |
| 8º                   | 20 de dezembro de 2011 | 7 de novembro de 2011 | 1 de fevereiro de 2012 |
| 9º                   | 10 de abril de 2012    | 11 de junho de 2012   | 12 de setembro de 2012 |
| A Temporada Completa | 11 de junho de 2012    | 11 de junho de 2012   | 31 de outubro de 2012  |